# Spoorlijn Bochum Präsident - Dortmund aansluiting Flm
De spoorlijn Bochum Präsident - Dortmund aansluiting Flm is een spoorlijn tussen de Duitse steden Bochum en Dortmund. De lijn is als spoorlijn 2151 onder beheer van DB Netze.

## Geschiedenis
De lijn werd door de Rheinische Eisenbahn-Gesellschaft (Rhe) op 19 november 1874 geopend.

## Treindiensten
De lijn wordt door Deutsche Bahn gebruikt voor goederenvervoer.

## Aansluitingen
In de volgende plaatsen is of was er een aansluiting op de volgende spoorlijnen:
Bochum Präsident
DB 2152, spoorlijn tussen Bochum Präsident en Bochum-Riemke
DB 2505, spoorlijn tussen Krefeld en Bochum
Bochum Nord
DB 2155, spoorlijn tussen Bochum Nord en Bochum-Weitmar
DB 2505, spoorlijn tussen Krefeld en Bochum
Aansluiting Prinz von Preußen
DB 2150, spoorlijn tussen Bochum Hauptbahnhof en aansluiting Prinz von Preußen
Bochum-Langendreer
DB 2140, spoorlijn tussen Bochum-Langendreer en Witten
DB 2142, spoorlijn tussen Bochum-Langendreer en aansluiting Langendreer Kreuz
DB 2156, spoorlijn tussen aansluiting Prinz von Preußen en Bochum-Langendreer
DB 2157, spoorlijn tussen aansluiting Prinz von Preußen en Bochum-Langendreer
DB 2158, spoorlijn tussen Bochum en Dortmund
DB 2165, spoorlijn tussen Essen-Überruhr en Bochum-Langendreer
DB 2190, spoorlijn tussen Bochum en Dortmund
Aansluiting Flm
DB 2120, spoorlijn tussen Dortmund aansluiting Flm en aansluiting Schnettkerbrücke
DB 2130, spoorlijn tussen Dortmund aansluiting Flm en Dortmund Güterbahnhof

## Elektrificatie
Het traject werd in 1968 geëlektrificeerd met een wisselspanning van 15.000 volt 16⅔ Hz.